# Карбилеси
Карбилесите са тракийско племе, живяло в региона на Средна Места. Споменава се само от Плиний Стари в следния негов откъс:
| „ | ...от дясната страна на реката Стримон живеят дентелети и меди чак до споменатите вече бисалти; от лявата страна - дигери и много племена от бесите чак до реката Местос, която заобикаля подножието на планината Пангей между халети, диобеси и карбилеси, а после между бриги, сапеи и одоманти. | “ |

Твърде вероятно е да става дума за племето карбилети, което според Плиний е живяло край Марица. Според Димитър Дечев става дума за едно и също племе, като това го кара да смята, че карбилесите са живели някъде в Северозападните Родопи.